# Takmos
Takmos (Ramalina) is een geslacht van struikvormige korstmossen dat behoort tot de orde Lecanorales van de ascomyceten. De typesoort is het groot takmos (Ramalina fraxinea). Het geslacht omvat ruim 100 soorten.
Takmossen produceren usninezuur. Men neemt aan dat het de korstmossen tegen ultraviolette straling beschermt en door zijn intens bittere smaak korstmossen beschermt tegen begrazing.

## Soorten
Enkele soorten zijn:
- Breed takmos (Ramalina canariensis)
- Gewoon kusttakmos (Ramalina siliquosa)
- Groot takmos (Ramalina fraxinea)
- Hol takmos (Ramalina baltica) [1]
- Melig kusttakmos (Ramalina subfarinacea)
- Melig takmos (Ramalina farinacea)
- Trompettakmos (Ramalina fastigiata)

Volgens Index Fungorum telt het geslacht in totaal 114 soorten (peildatum januari 2023):
| Soortnaam                                | Auteur(s)                             | Publicatiejaar |
| ---------------------------------------- | ------------------------------------- | -------------- |
| Ramalina ailaoshanensis                  | S.Y. Guo & L.F. Han                   | 2021           |
| Ramalina alisiosae                       | Pérez-Vargas & Pérez-Ort.             | 2013           |
| Ramalina anteojina                       | A. Morales & V. Marcano               | 2021           |
| Ramalina arabum                          | (Dill. ex Ach.) Meyen & Flot.         | 1843           |
| Ramalina arsenii                         | Sérus., van den Boom & Magain         | 2021           |
| Ramalina australiensis                   | Nyl.                                  | 1870           |
| Ramalina azorica                         | Aptroot & F. Schumm                   | 2008           |
| Ramalina banzarensis                     | C.W. Dodge                            | 1948           |
| Ramalina breviuscula                     | (Nyl.) Nyl.                           | 1872           |
| Ramalina caespitella                     | G.N. Stevens                          | 1986           |
| Ramalina calicaris                       | (L.)Röhl.                             | 1813           |
| Ramalina canaguensis                     | V. Marcano & A. Morales               | 1994           |
| Ramalina canalicularis                   | (Nyl.) Kashiw.                        | 2004           |
| Ramalina canariensis (Breed takmos)      | J. Steiner                            | 1904           |
| Ramalina cannonii                        | Elix, Laily & Samsuddin               | 1991           |
| Ramalina capitata                        | (Ach.) Nyl.                           | 1872           |
| Ramalina carminae                        | R. Arroyo & Seriñá                    | 2011           |
| Ramalina celastri                        | (Spreng.) A. Massal.                  | 1861           |
| Ramalina chihuahuana                     | Kashiw. & T.H. Nash                   | 2002           |
| Ramalina chondrina                       | J. Steiner                            | 1904           |
| Ramalina cinereovirens                   | Kashiw., K.H. Moon & J.E. Han         | 2021           |
| Ramalina conduplicans                    | Vain.                                 | 1921           |
| Ramalina confirmata                      | (Nyl.) Zahlbr.                        | 1930           |
| Ramalina coreana                         | Kashiw. & K.H. Moon                   | 2002           |
| Ramalina corymbosa                       | (Hue) Kotlov                          | 2004           |
| Ramalina culbersoniorum                  | LaGreca                               | 2000           |
| Ramalina cuspidata                       | (Ach.) Nyl.                           | 1870           |
| Ramalina darwiniana                      | Aptroot & Bungartz                    | 2007           |
| Ramalina dilacerata                      | (Hoffm.) Hoffm.                       | 1825           |
| Ramalina disparata                       | Krog & Swinscow                       | 1976           |
| Ramalina dissimilis                      | Krog                                  | 2000           |
| Ramalina dumeticola                      | Krog & Swinscow                       | 1976           |
| Ramalina ecklonii                        | (Spreng.) Meyen & Flot.               | 1843           |
| Ramalina europaea                        | Gasparyan, Sipman & Lücking           | 2017           |
| Ramalina exiguella                       | Stirt.                                | 1881           |
| Ramalina exilis                          | Asahina                               | 1939           |
| Ramalina farinacea (Melig takmos)        | (L.) Ach.                             | 1810           |
| Ramalina fastigiata (Trompettakmos)      | (Pers.) Ach.                          | 1810           |
| Ramalina filicaulis                      | G.N. Stevens                          | 1987           |
| Ramalina fimbriata                       | Krog & Swinscow                       | 1974           |
| Ramalina fissa                           | (Müll. Arg.) Vain.                    | 1900           |
| Ramalina flaccidissima                   | Bory                                  | 1826           |
| Ramalina fleigiae                        | Gumboski, Eliasaro & R.M. Silveira    | 2018           |
| Ramalina fragilis                        | Aptroot & Bungartz                    | 2007           |
| Ramalina fraxinea (Groot takmos)         | (L.) Ach.                             | 1810           |
| Ramalina furcellangulida                 | Aptroot                               | 2007           |
| Ramalina gallowayi                       | Kashiw., T.H. Nash & K.H. Moon        | 2007           |
| Ramalina geniculatella                   | Aptroot                               | 2008           |
| Ramalina glaucescens                     | Kremp.                                | 1881           |
| Ramalina gloriosensis                    | R. Poncet                             | 2021           |
| Ramalina hengduanshanensis               | S.O. Oh & Li S. Wang                  | 2014           |
| Ramalina hivertiana                      | R. Poncet                             | 2021           |
| Ramalina hoehneliana                     | Müll. Arg.                            | 1890           |
| Ramalina hyrcana                         | Sipman                                | 2011           |
| Ramalina inclinata                       | Kashiw., K.H. Moon & M.J. Lai         | 2006           |
| Ramalina inflata                         | (Hook. f. & Taylor) Hook. f. & Taylor | 1845           |
| Ramalina intermedia                      | (Delise ex Nyl.) Nyl.                 | 1873           |
| Ramalina intestiniformis                 | Kashiw. & K.H. Moon                   | 2016           |
| Ramalina ketner-oostrae                  | Aptroot                               | 2008           |
| Ramalina krogiae                         | Guissard & Sérus.                     | 2020           |
| Ramalina labiosorediata                  | Gasparyan, Sipman & Lücking           | 2017           |
| Ramalina lacera                          | (With.) J.R. Laundon                  | 1984           |
| Ramalina leiodea                         | (Nyl.) Nyl.                           | 1888           |
| Ramalina litorea                         | G.N. Stevens                          | 1986           |
| Ramalina luciae                          | Molho, Bodo, W.L. Culb. & C.F. Culb.  | 1981           |
| Ramalina maciformis                      | (Delile) Bory                         | 1828           |
| Ramalina maegdefraui                     | V. Marcano & A. Morales               | 2021           |
| Ramalina mahoneyi                        | Quedensley & M. Véliz                 | 2011           |
| Ramalina marteaui                        | R. Poncet                             | 2021           |
| Ramalina menziesii                       | Taylor                                | 1847           |
| Ramalina meridionalis                    | Blanchon & Bannister                  | 2002           |
| Ramalina mirandensis                     | V. Marcano & A. Morales               | 2021           |
| Ramalina nervulosa                       | (Müll. Arg.) Abbayes                  | 1952           |
| Ramalina obtusata                        | (Arnold) Bitter                       | 1901           |
| Ramalina osorioi                         | Kashiw., T.H. Nash & K.H. Moon        | 2007           |
| Ramalina pacifica                        | Asahina                               | 1939           |
| Ramalina panizzii                        | De Not.                               | 1846           |
| Ramalina peruviana                       | Ach.                                  | 1810           |
| Ramalina pollinaria (Sierlijk takmos)    | (Westr.) Ach.                         | 1810           |
| Ramalina polyforma                       | Aptroot                               | 2007           |
| Ramalina polymorpha                      | (Lilj.) Ach.                          | 1810           |
| Ramalina portuensis                      | Samp.                                 | 1924           |
| Ramalina psoromica                       | Kashiw. & T.H. Nash                   | 2002           |
| Ramalina qinlingensis                    | S.Y. Guo & L.F. Han                   | 2021           |
| Ramalina quercicola                      | Kashiw. & T.H. Nash                   | 2004           |
| Ramalina ramificans                      | Seavey & J. Seavey                    | 2017           |
| Ramalina reptans                         | Kashiw., C.W. Sm. & K.H. Moon         | 2002           |
| Ramalina rigidella                       | Aptroot                               | 2008           |
| Ramalina ryukyuensis                     | Kashiw. & K.H. Moon                   | 2017           |
| Ramalina sanctae-helenae                 | Aptroot                               | 2008           |
| Ramalina sarahae                         | K. Knudsen, Lendemer & Kocouk.        | 2018           |
| Ramalina seawardii                       | Aptroot & Sipman                      | 2001           |
| Ramalina siliquosa (Gewoon kusttakmos)   | (Huds.) A.L. Sm.                      | 1918           |
| Ramalina sphaerophora                    | Kashiw. & K.H. Moon                   | 2016           |
| Ramalina stevensiae                      | Elix, Laily & Samsuddin               | 1991           |
| Ramalina stoffersii                      | Sipman                                | 2011           |
| Ramalina strepsilis                      | (Ach.) Zahlbr.                        | 1894           |
| Ramalina subcalcarata                    | V. Marcano & A. Morales               | 2021           |
| Ramalina subdecumbens                    | Kashiw., K.H. Moon & J.E. Han         | 2021           |
| Ramalina subfarinacea (Melig kusttakmos) | (Nyl. ex Cromb.) Nyl.                 | 1872           |
| Ramalina subfraxinea                     | Nyl.                                  | 1870           |
| Ramalina subrotunda                      | Kashiw., C.W. Sm. & K.H. Moon         | 2002           |
| Ramalina tenaensis                       | V. Marcano & A. Morales               | 2021           |
| Ramalina tenella                         | Müll. Arg.                            | 1879           |
| Ramalina throwerae                       | Aptroot & Sipman                      | 2001           |
| Ramalina tropica                         | G.N. Stevens                          | 1987           |
| Ramalina unilateralis                    | F. Wilson                             | 1889           |
| Ramalina usnea                           | (L.) R. Howe                          | 1914           |
| Ramalina venezuelensis                   | V. Marcano & A. Morales               | 2021           |
| Ramalina victoriana                      | V. Marcano & L. Castillo              | 2021           |
| Ramalina whinrayi                        | G.N. Stevens                          | 1986           |
| Ramalina wirthii                         | Aptroot & Schumm                      | 2008           |
| Ramalina yokotae                         | Kashiw. & K.H. Moon                   | 2017           |
| Ramalina zollingeri                      | Szatala                               | 1937           |